# Ullava
Ullava var en kommun i landskapet Mellersta Österbotten i Finland. Kommunen hade 1 002 invånare (2008), på en yta av 176,90 km².
Den 1 januari 2009 förenades Ullava jämte Kelviå och Lochteå med Karleby stad.
Ullava var enspråkigt finskt. Ullava å flyter genom den tidigare kommunens område.

## Politik

### Mandatfördelning i Ullava kommun, valen 1976–2004
| 2 | 4 | 11 |

| 1 | 4 | 12 |

| 1 | 3 | 13 |

| 1 | 5 | 11 |

| 5 | 12 |

| 3 | 14 |

| 1 | 2 | 13 | 1 |

| 1 | 15 | 1 |

| 8 | 9 |